# هایکاز گالستیان (کشتی‌گیر)
هایکاز گالستیان (ارمنی: Հայկազ Գալստյան؛ زادهٔ ۱۸ اکتبر ۱۹۷۷ در واغارشاپات) کشتی‌گیر وزن اهل ارمنستان است.